# África
África är en ort i Mexiko.   Den ligger i kommunen San Felipe Tepatlán och delstaten Puebla, i den sydöstra delen av landet, 160 km nordost om huvudstaden Mexico City. África ligger 791 meter över havet och antalet invånare är 643.
Terrängen runt África är huvudsakligen kuperad, men söderut är den bergig.Runt África är det ganska tätbefolkat, med 124 invånare per kvadratkilometer. Närmaste större samhälle är Jopala, 8,3 km öster om África. Omgivningarna runt África är en mosaik av jordbruksmark och naturlig växtlighet.